# Карниде (станция метро)
«Карниде» (порт. Carnide) — станция Лиссабонского метрополитена. Находится в западной части города. Расположена на Синей линии (Линии Чайки) между станциями «Понтинья» и «Колежиу-Милитар/Луш». Открыта 18 октября 1997 года. Название станции связано с расположением в районе Карниде.

## Описание
Станция оформлена в современном стиле. Художник, Жозе ди Гимарайнш, выбрал для оформления яркие цвета в панафриканском стиле, которым он вдохновился во время путешествия по Африке. В этих цветах оформлены рисунки на керамических плитках, а также неоновые светящиеся трубки.

## Галерея

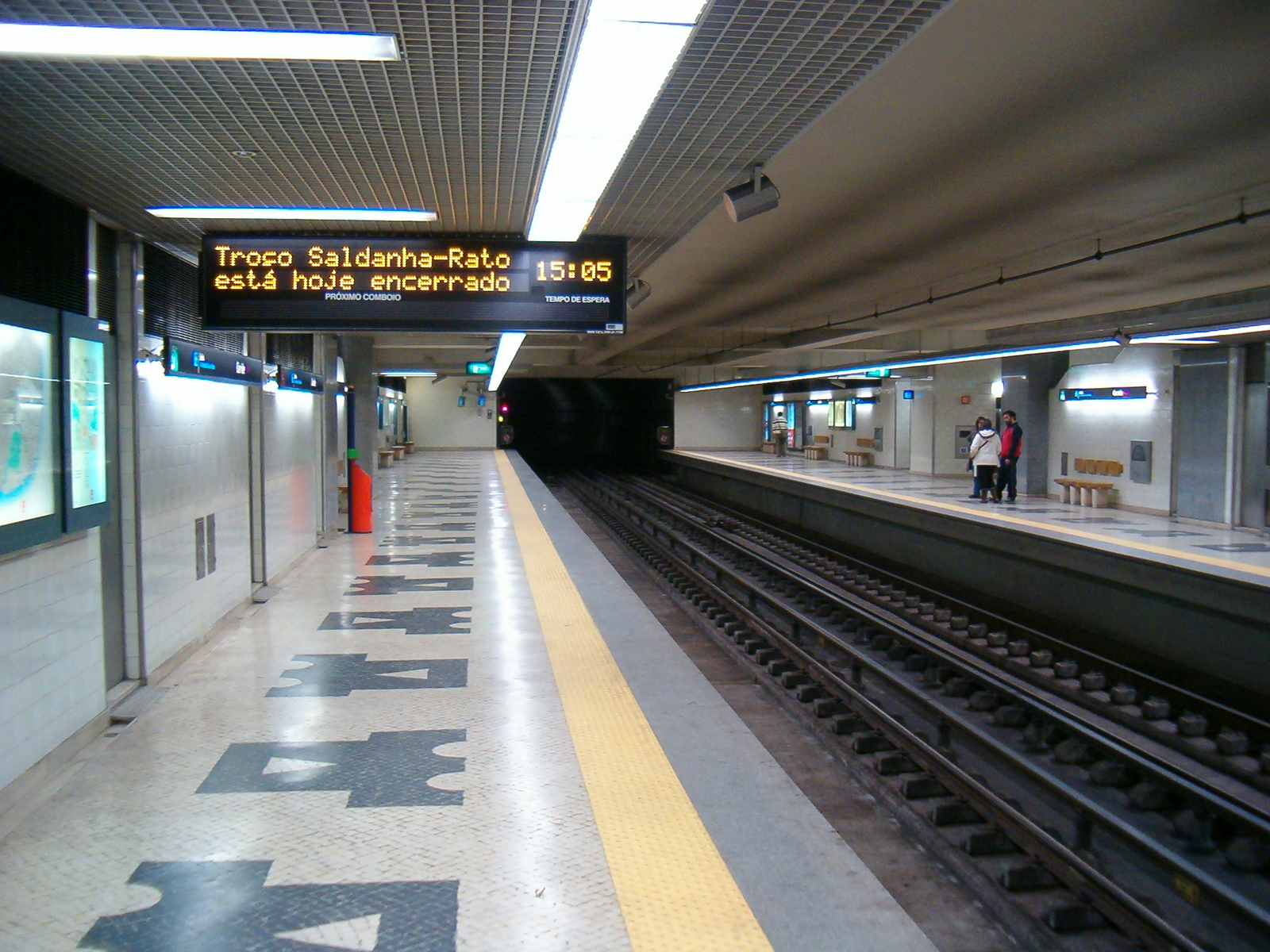
Платформа в сторону Амадора-Эшти
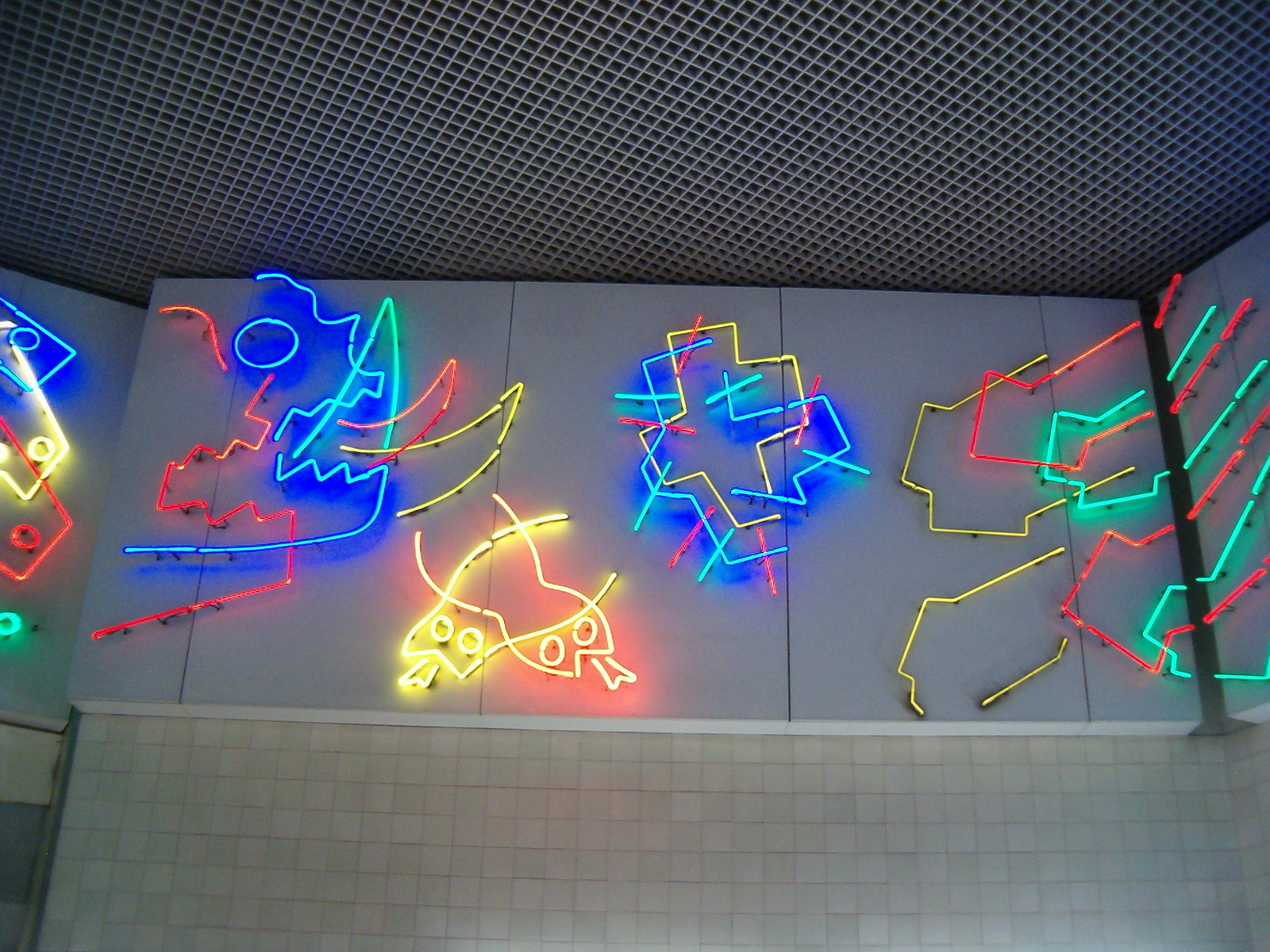
Декорация стен неоновыми лампами
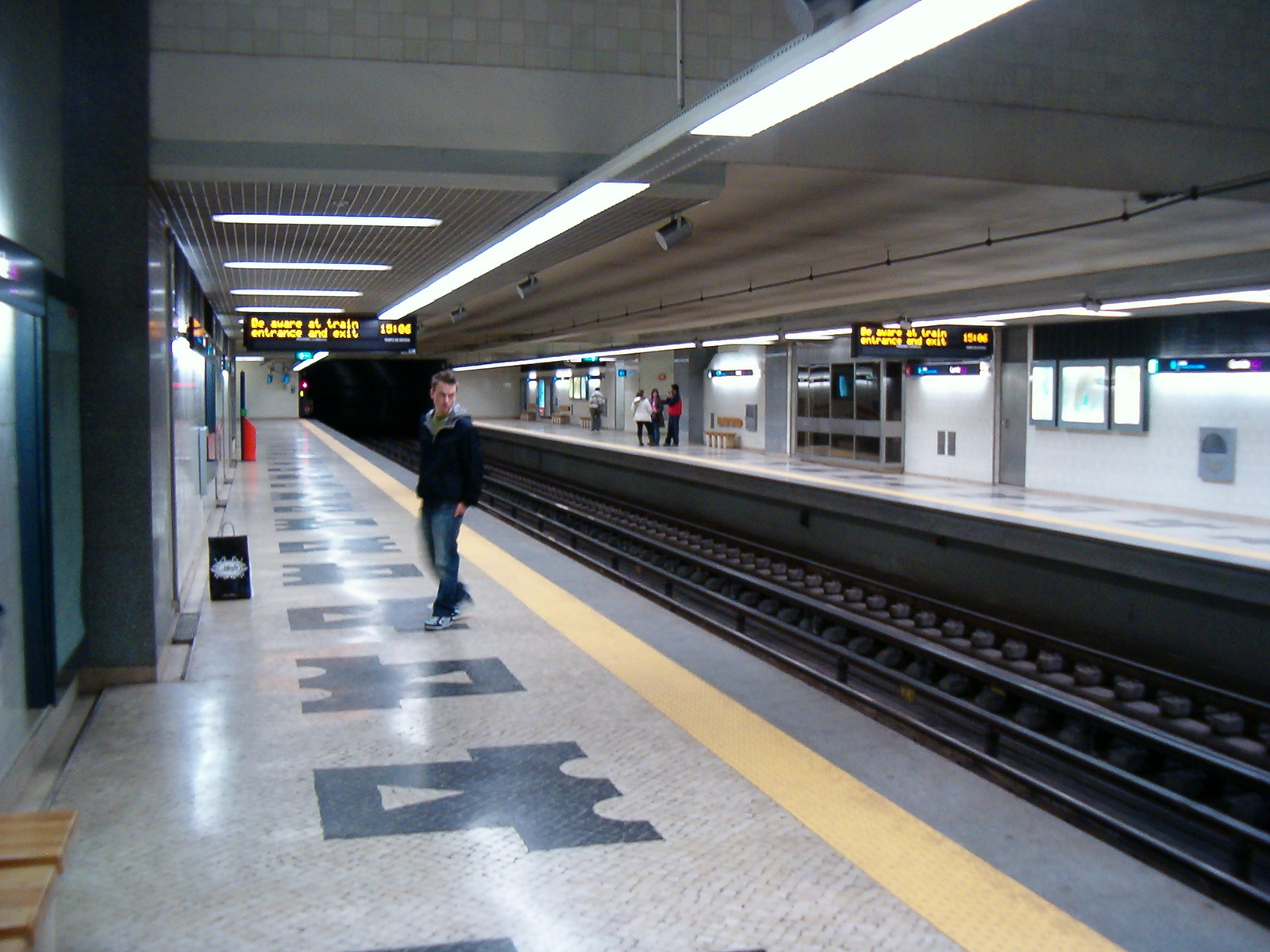
Посадочная платформа
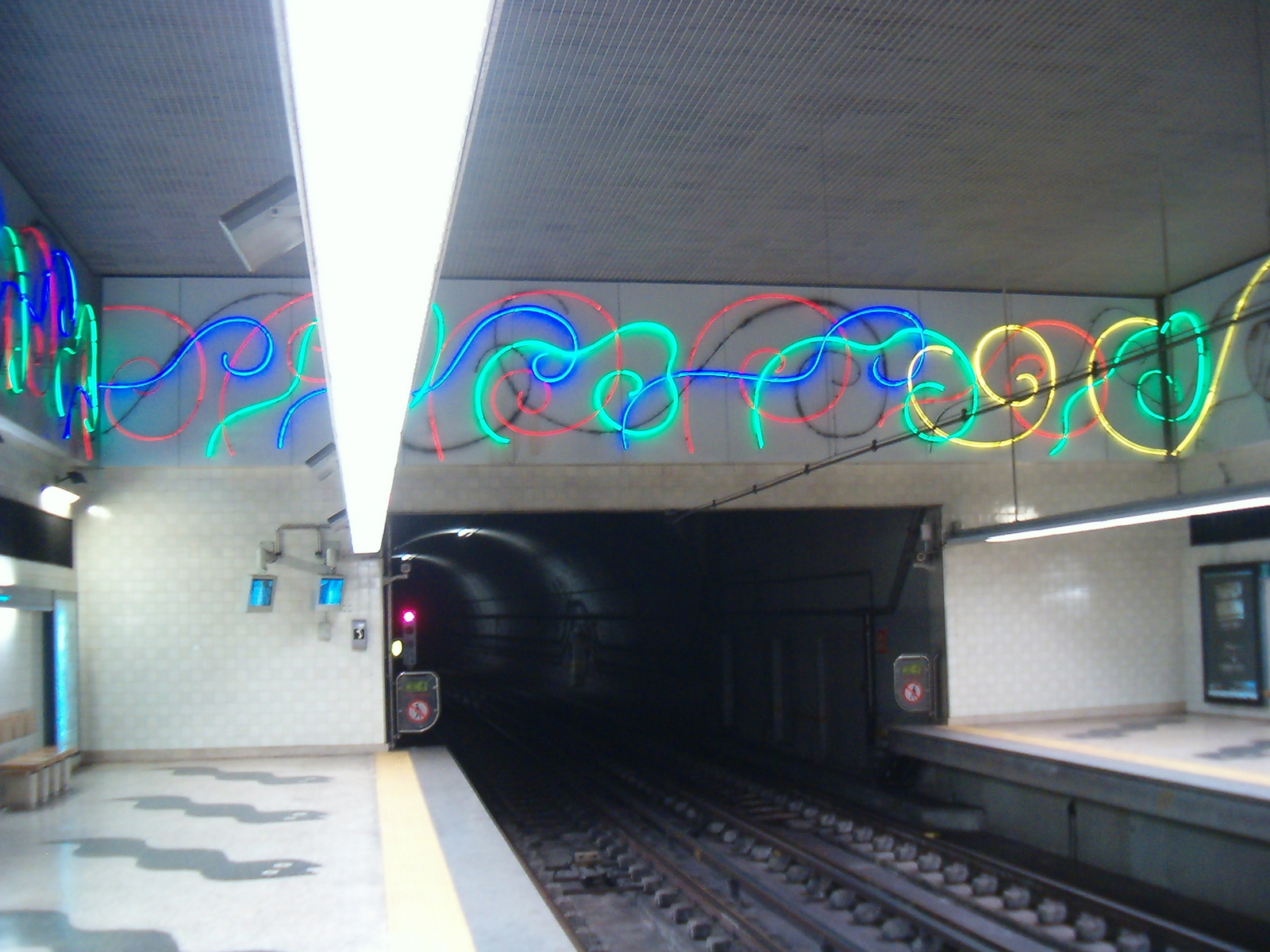
Декорация торца неоновыми лампами
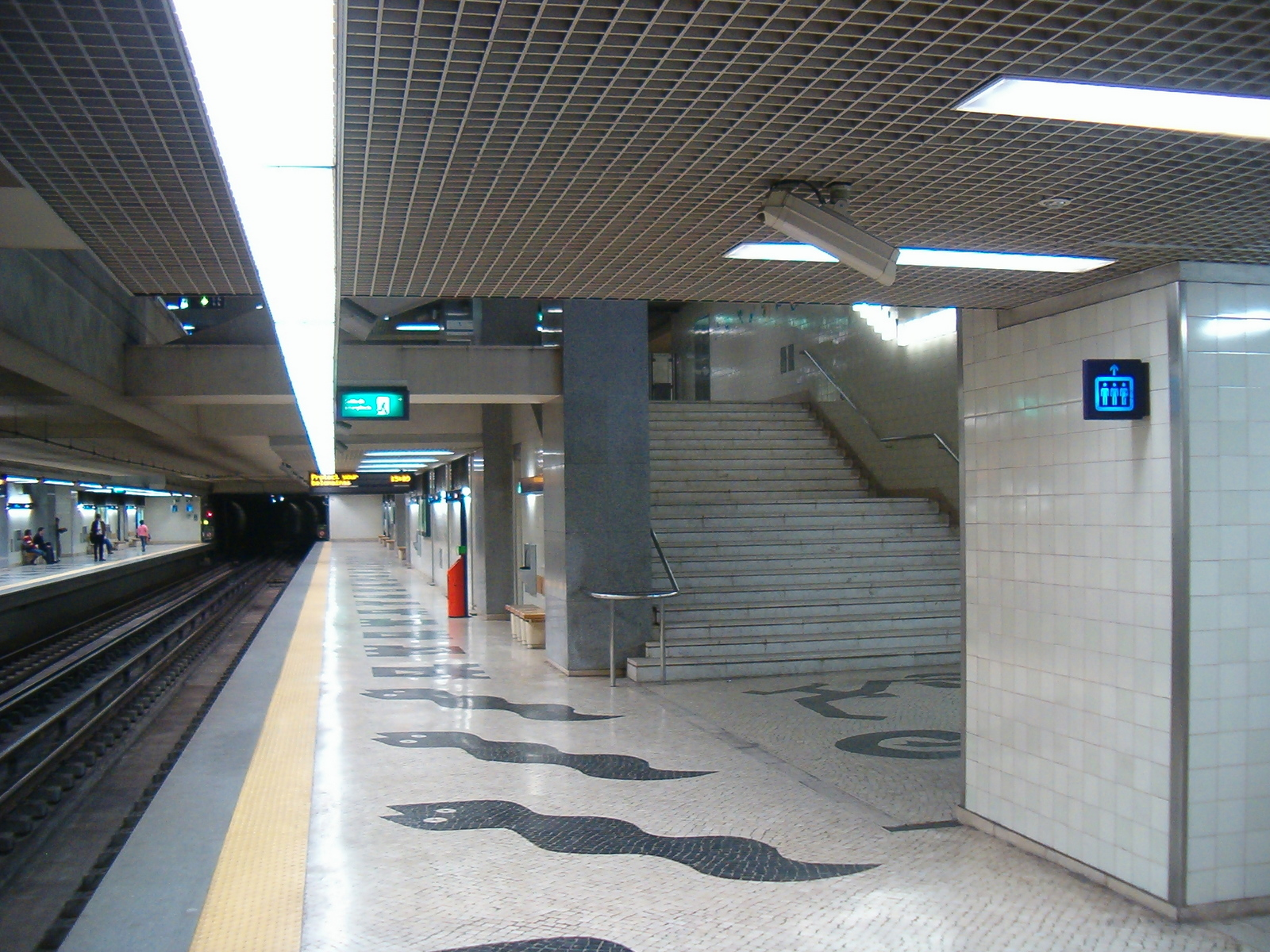
Спуск и платформа на станции
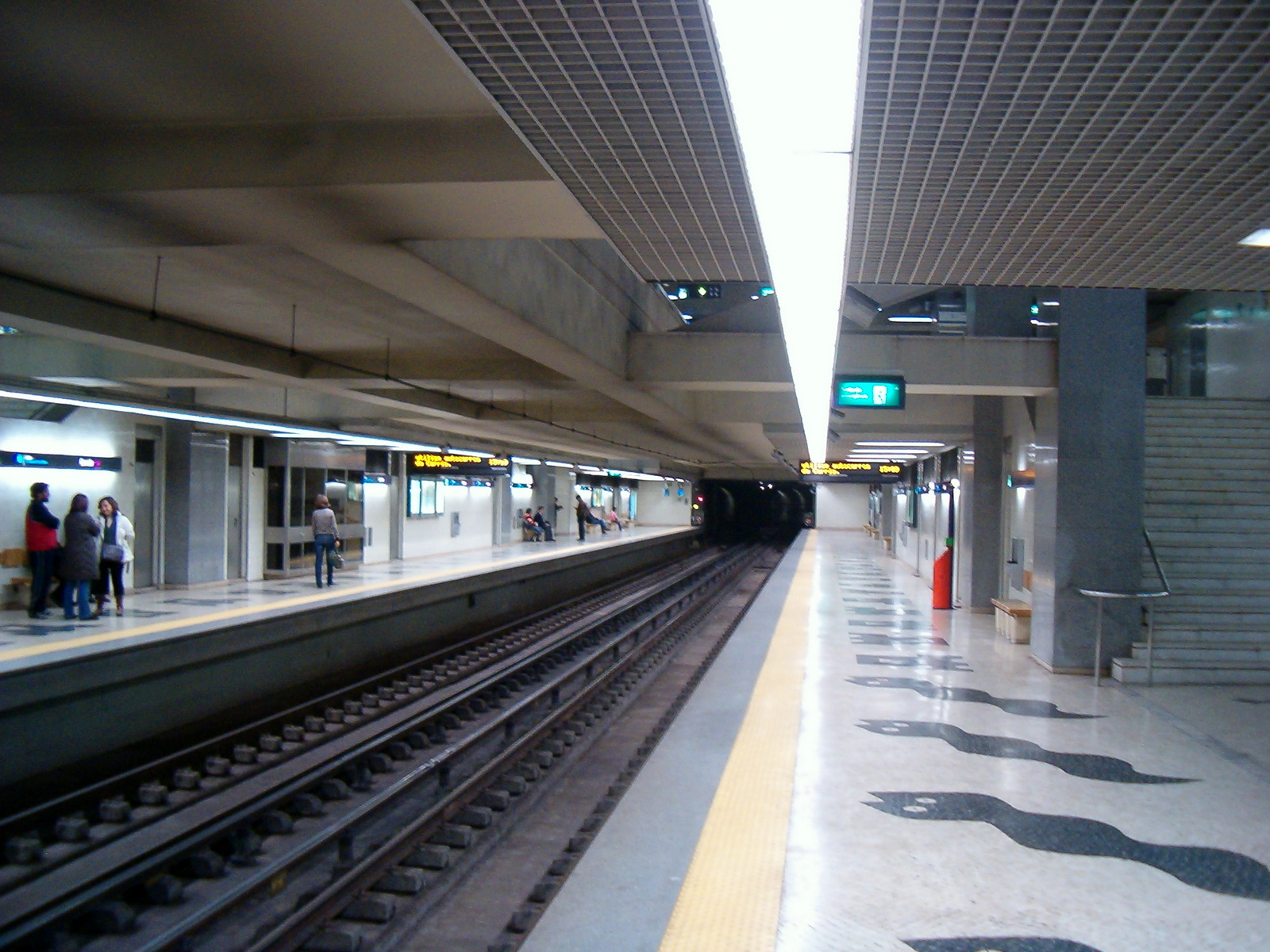
Общий вид станции
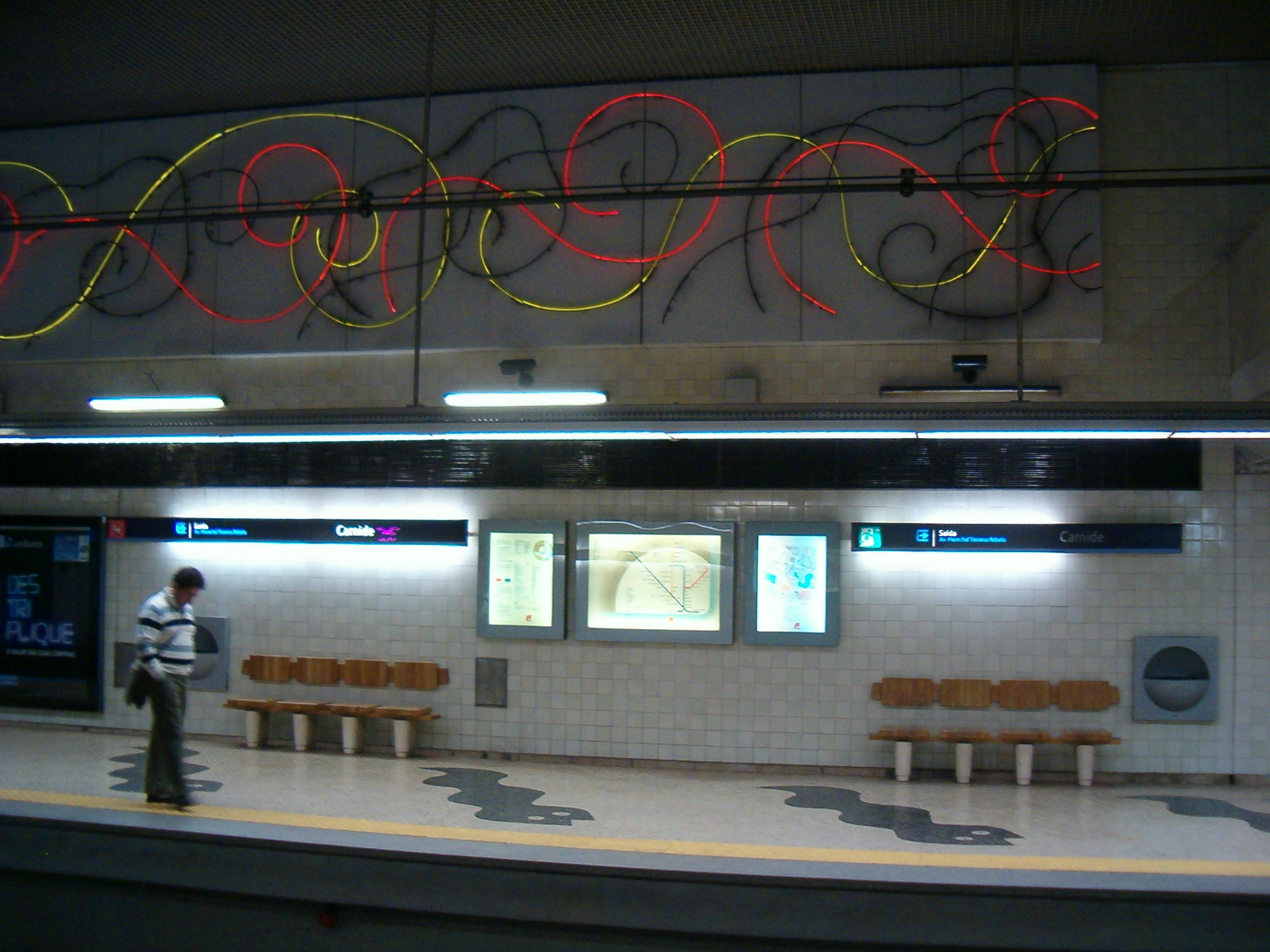
Декорация стен
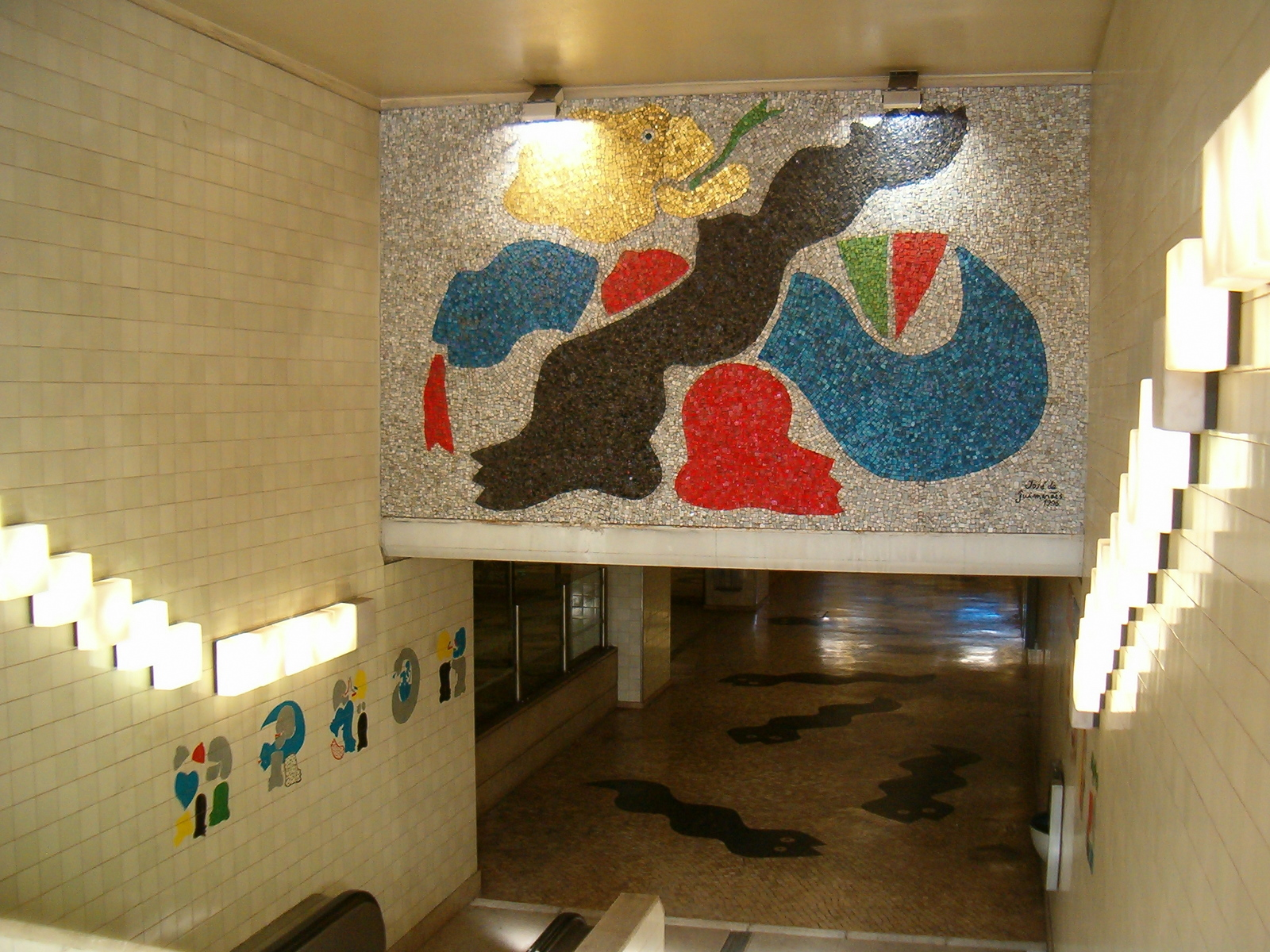
Спуск с улицы
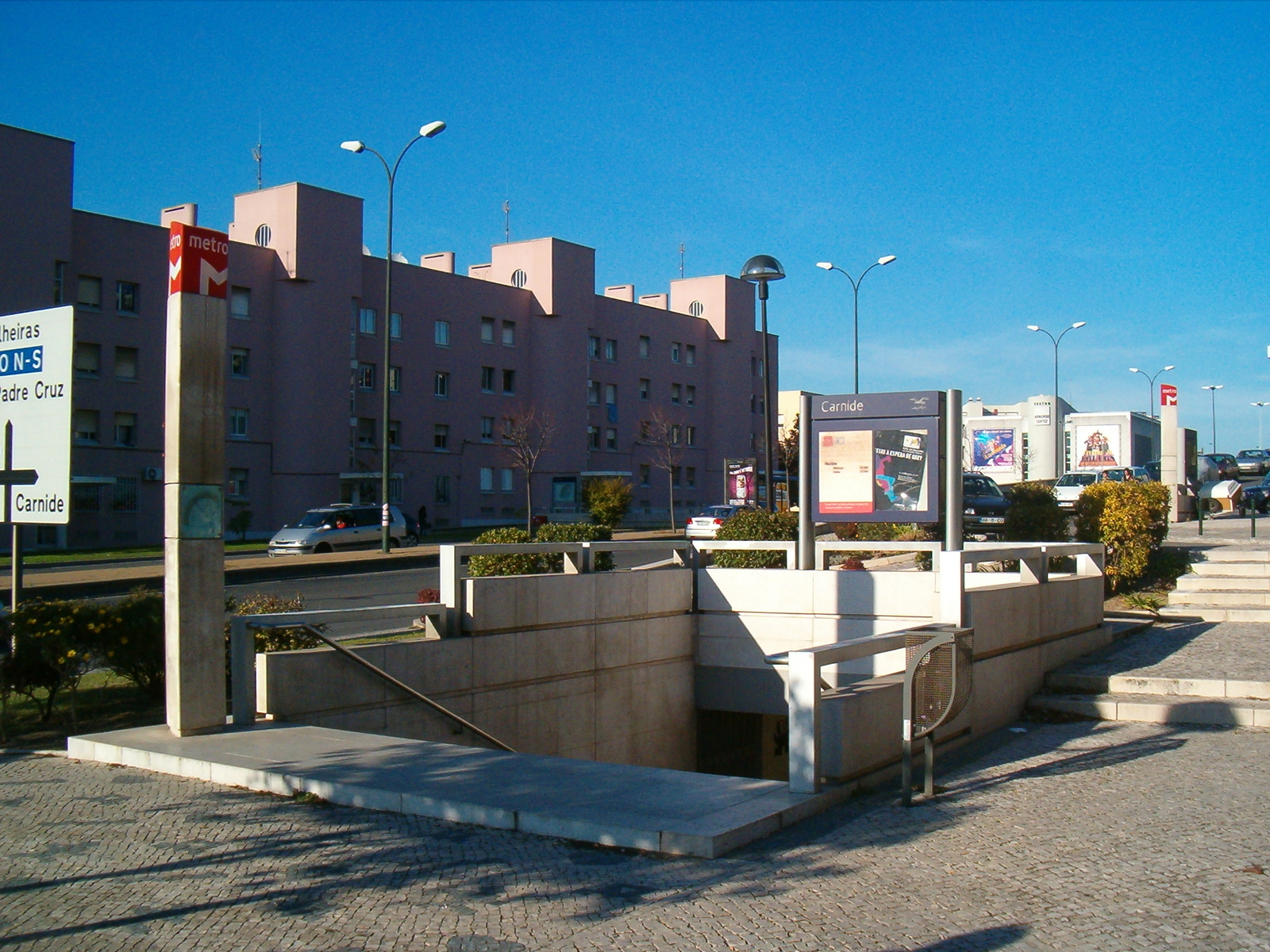
Вход на станцию
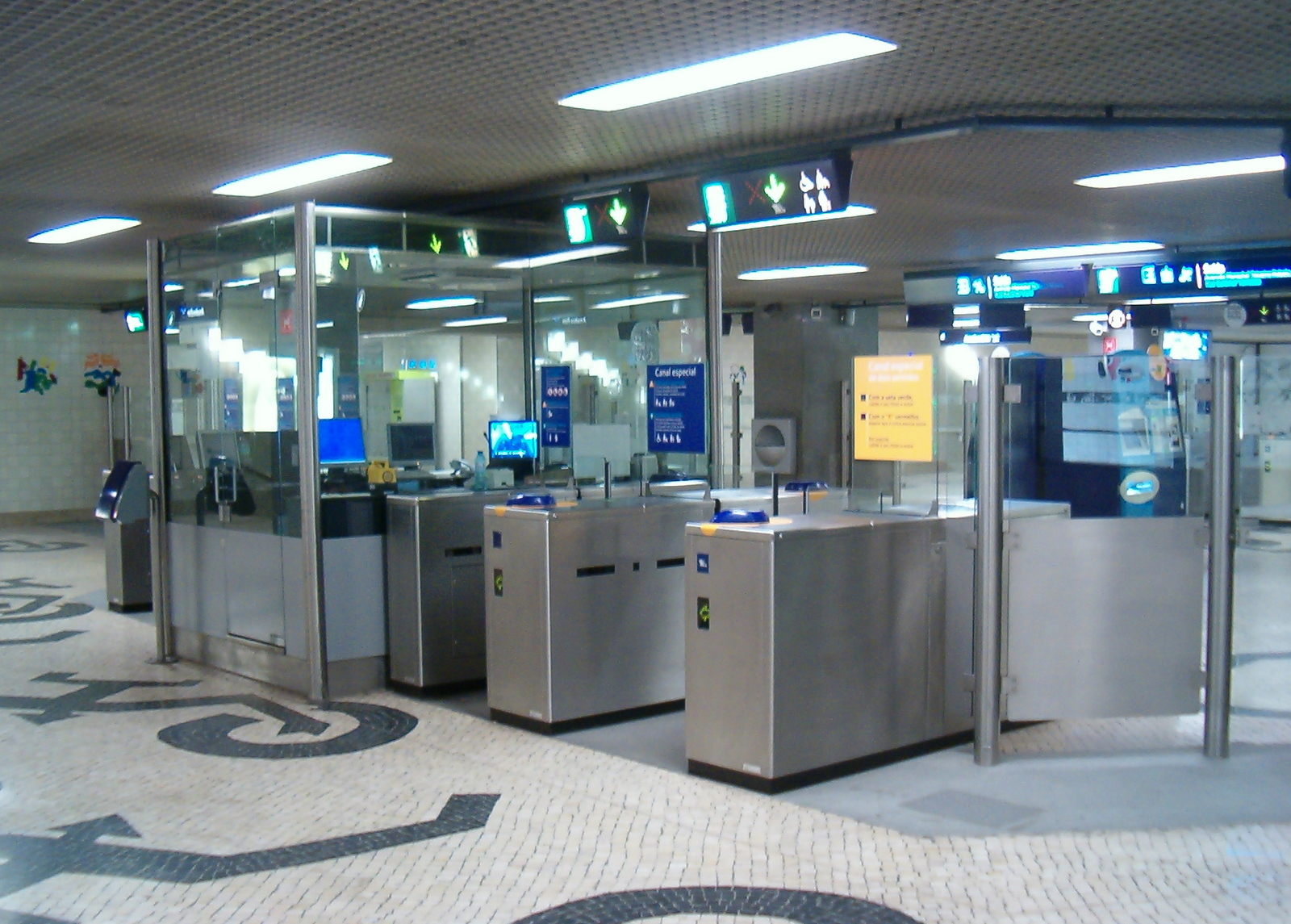
Пропускные турникеты